# Wilhelm Lenk von Wolfsberg

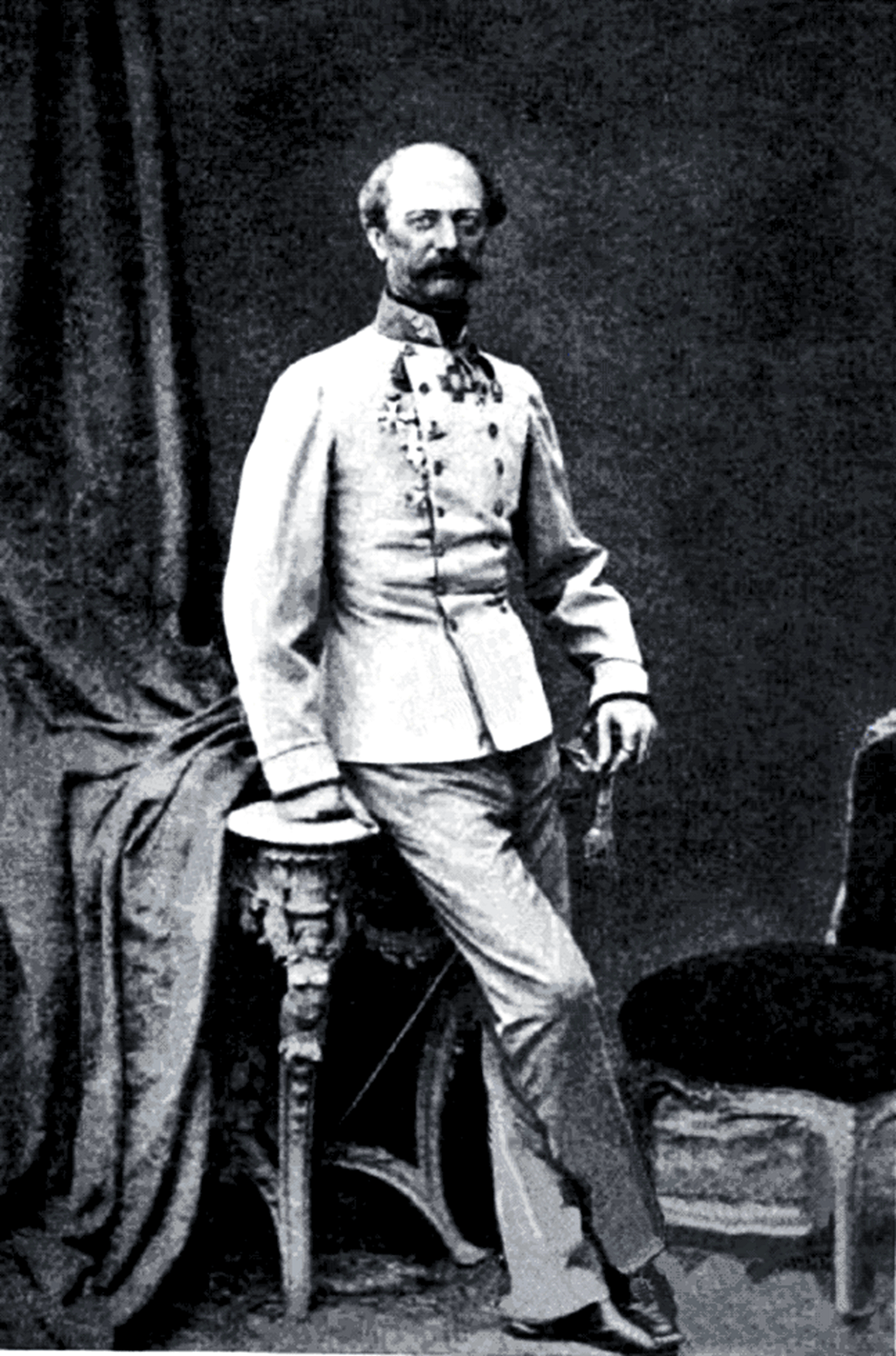
Wilhelm Freiherr Lenk von Wolfsberg nach 1866

Nikolaus Wilhelm Freiherr Lenk von Wolfsberg (* 17. März 1809 in Budweis; † 18. Oktober 1894 in Troppau) war ein österreichischer Feldzeugmeister, Inhaber des Korpsartillerieregiments Nr. 4 und Naturwissenschaftler aus der Familie Lenk von Wolfsberg.

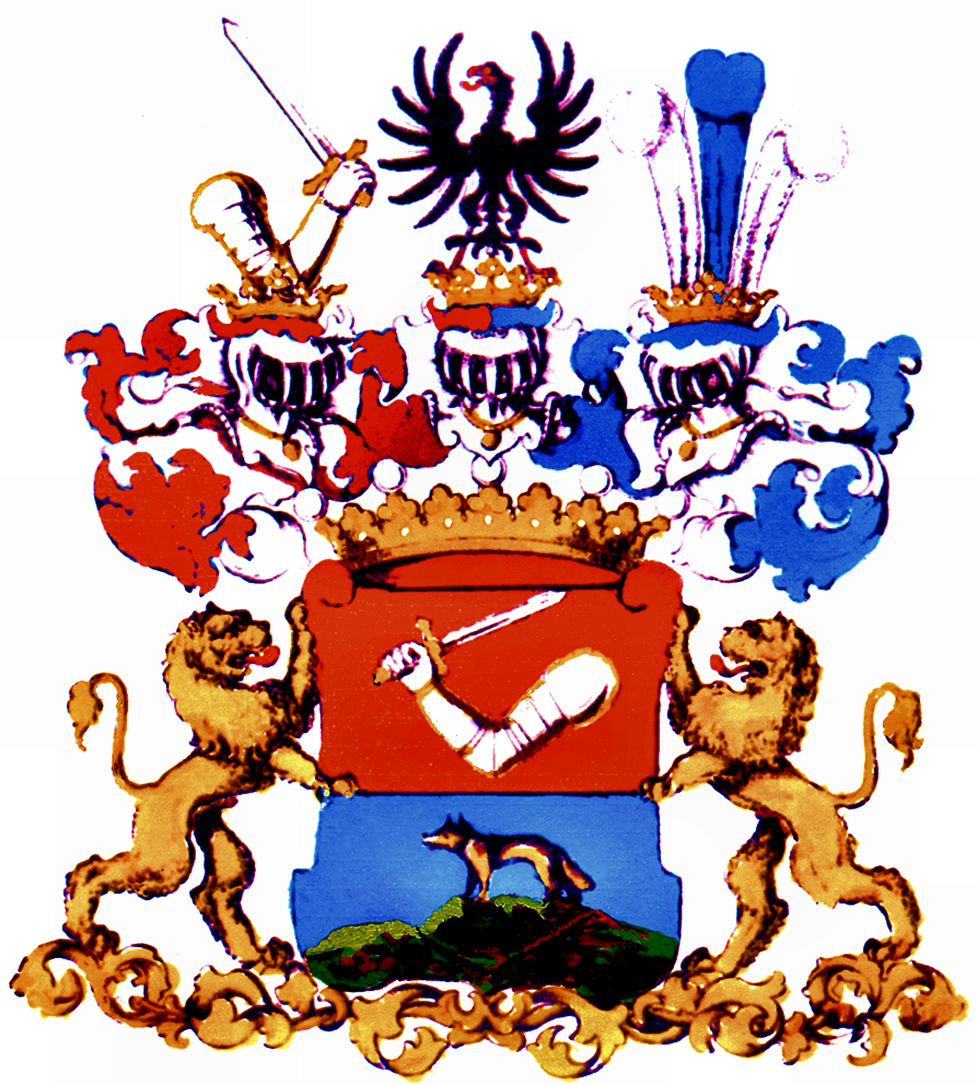
Wappen der Freiherren Lenk von Wolfsberg 1829

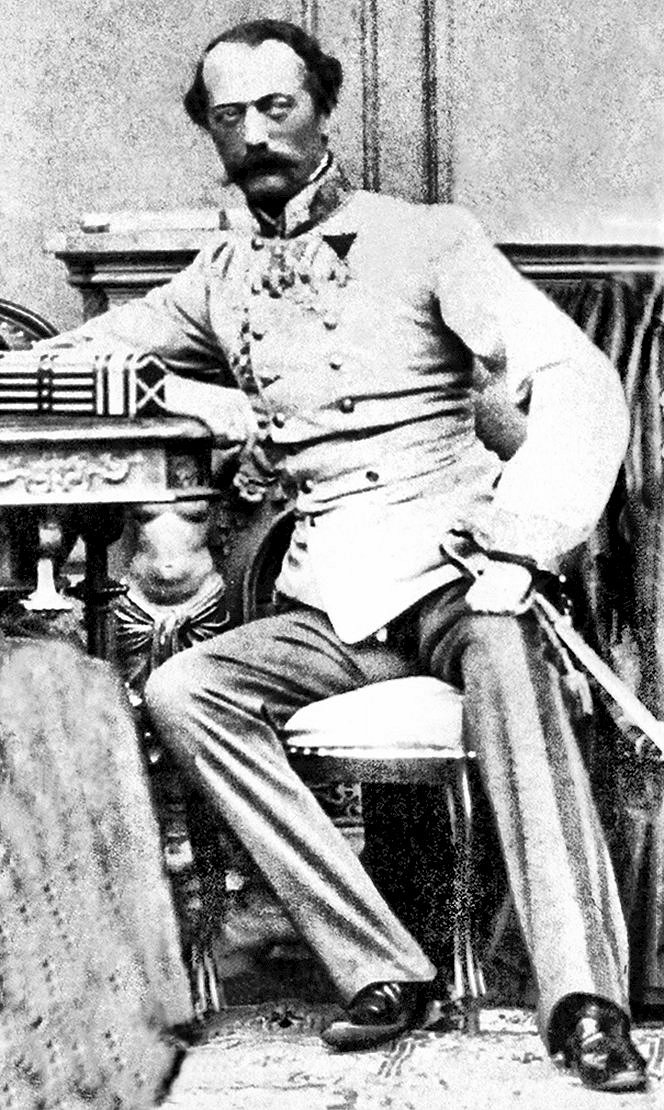
Wilhelm Freiherr Lenk von Wolfsberg um 1865

## Leben
Freiherr Lenk von Wolfsberg wurde 1823 beim 4. Artillerieregiment assentiert und absolvierte ab 1826 den höheren Kurs seiner artilleristischen Ausbildung in den österreichischen Militärausbildungsstätten und im Bombardierkorps, rückte dort 1831 zum Leutnant. In den Folgejahren war er als Kommandant eines Bombardierdétachements in der Bundesfestung Mainz in Verwendung. 1839 wurde er Oberleutnant im 1. Feldartillerieregiment, sodann 1848 Kapitänleutnant beim Prager, als Hauptmann 1849 beim Peterwardeiner und 1851 beim Wiener Artillerie-Zeugs-Verwaltungs-Distrikt im 2. Artillerieregiment, schließlich Ende jenes Jahres als Departementleiter und Major (1852) der Generalartilleriedivision zugeteilt, wo er sich ganz seinen technischen Arbeiten auf dem Gebiet der technischen Chemie widmen konnte.
Am 1. April 1854 wurde er zum Oberstleutnant und Vorstand der 2. Abteilung der General-Artillerie-Direktion (Direktor des Schießbaumwesens) ernannt, sodann im Oktober 1857 zum Oberst. Diese Position behielt er, bis er außer der Rangtour am 19. Februar 1861 zum Generalmajor befördert und mit der Leitung des Artillerie-Comités betraut wurde. Im Jahre 1862 erfolgte die Berufung zum Landes-Artillerie-Direktor in Wien.
In dieser Funktion wurde er am 15. Mai 1865 zweiter Inhaber des 1. Artillerie-Regiments „Kaiser Franz Joseph“ und erwarb sich als Artilleriechef des verschanzten Lagers bei Wien durch die Armierung des Brückenkopfes Floridsdorf große Verdienste während des Krieges von 1866. Das brachte ihm die Auszeichnung mit dem Militärverdienstkreuz und am 9. November 1867, mit Rang vom 13. November des Jahres, die Beförderung zum Feldmarschallleutnant ein. Es erfolgte im März 1871 die Ernennung zum Inhaber des Korpsartillerieregiments Nr. 4.
Aus Anlass seines 50. Dienstjubiläums wurde er am 12. Oktober 1872 mit der Verleihung des Ordens der Eisernen Krone 2. Klasse dekoriert und zum Kommandanten der Festung Olmütz ernannt, ein Amt, das er bis zu seiner Pensionierung ausübte.
Am 1. April 1877 wurde er zum Feldzeugmeister mit Titel und Charakter ernannt und trat auf eigenen Wunsch in den Ruhestand.

## Technische Leistungen
Lenk beschäftigte sich ab 1849 mit technischen Arbeiten, vor allem intensiv mit der Verbesserung und Verdichtung der Schießbaumwolle [Trinitrozellulose]. Er versuchte, die Schießbaumwolle als Treibmittel bei Geschützen zu verwenden. 1851 erfolgte deshalb die Errichtung der K. K. ärarischen Schießwollanstalt in Hirtenberg, einer Vorgängerin des heute noch bestehenden Rüstungsbetriebes Hirtenberger AG.
Bereits in seiner Ausgabe vom 27. März 1852 schrieb der „Oesterreichischer Soldatenfreund“ mit Verweis auf eine Veröffentlichung des Vorjahres: „Die ausländischen Zeitungen sind seit Kurzem voll der Berichte über die zu Mainz angestellt werdenden Versuche mit Schießbaumwolle zu militärischen Zwecken, welche ein k. k. Artillerie-Offizier derart verbesserte, dass sein Präparat, sowohl bei Geschützen als auch beim Kleingewehr angewendet, die glänzendsten Resultate liefert. Was wir übrigens jetzt erfahren, ist unseren Lesern schon aus der Nummer 41 vom 5. April v. J. des „Soldatenfreundes“ bekannt geworden; nur nahmen wir damals Anstand den Erfinder dieser verbesserten Schießbaumwolle zu nennen, glauben jedoch gegenwärtig, wo der Name schon in die Öffentlichkeit gedrungen, keine Indiskretion zu begehen, wenn wir ihn hier anführen. Es ist dies der k. k. Major des zweiten Artillerieregiments Baron Lenk von Wolfsberg.“
Dem nachmaligen Feldzeugmeister gelang die Erzeugung einer Trinitrocellulose [C12H7(3NO4)O10], die die militärischen Forderungen nach langer Haltbarkeit, gleichmäßiger Verbrennung bei hoher Verbrennungsgeschwindigkeit und Temperaturunempfindlichkeit bis zu einem Zündpunkt über 136 °C erfüllte.
Das Verfahren der geregelten Verdichtung der Faser bei der Schießbaumwolle wurde am 4. Juni 1864 patentiert. Er wurde deswegen zu Vorträgen nach England und Frankreich gebeten. In Frankreich durfte er Kaiser Napoleon III. persönlich berichten und empfing aus dessen Hand das Kommandeurkreuz der Ehrenlegion sowie eine mit dessen Initialen versehenen, reich mit Brillanten verzierten Dose.
Die Produktion wurde aber – wegen zweier Magazinexplosionen 1865 aus Furcht vor Selbstentzündung in Österreich vorschnell aufgegeben.
Anastasius Grün schrieb dazu: „Es war eine verhängnisvolle Voreiligkeit, dass die von Generalmajor Lenk von Wolfsberg entwickelte Methode, Schießbaumwolle als Treibmittel bei Geschützen zu verwenden, nach der Explosion eines Depots nicht weiterverfolgt wurde. Schließlich war gerade auch die österreichische Artillerie, deren Offiziere Absolventen der Ingenieurakademie waren Hauptleidtragende der Niederlage bei Königgrätz: die Batterie der Toten“.
Weiters erfand Wilhelm einen sich gut bewährenden Perkussionszünder, eine Kartätschgranate, zerlegbare Rohre für Gebirgsgeschütze. Auch lieferte er eine Konstruktion der so genannten Keilzüge bei gezogenen Geschützen. Die Resultate überzeugten, weshalb man 30 Feldbatterien damit ausrüstete.
Eine weitere Erfindung des Generals, der „Lenksche Reibzünder“, fand bei den 1863 eingeführten Bogenzuggeschützen Anwendung, welche 1864 und 1866 gute Dienste leisten sollten.

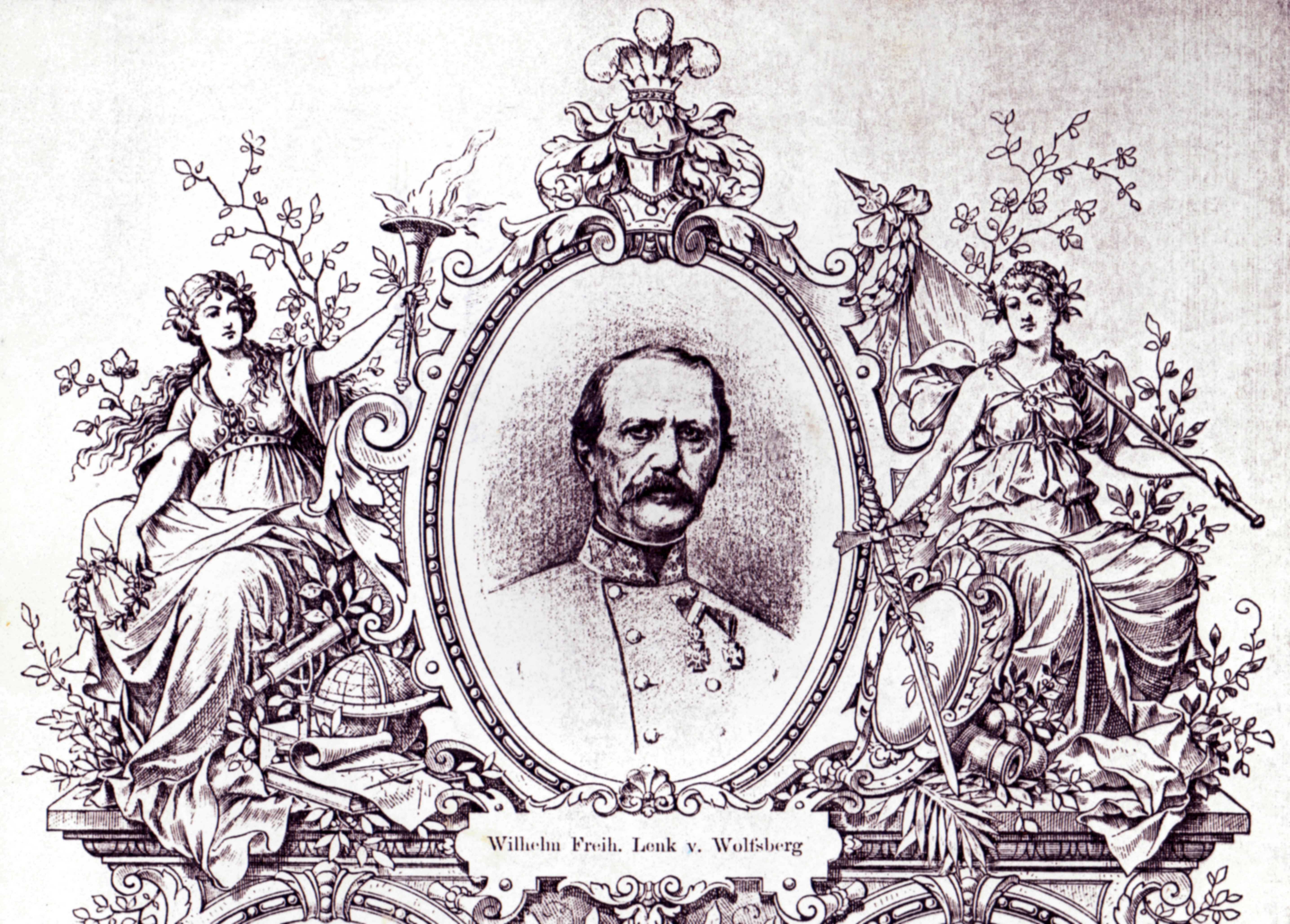
Feldzeugmeister Wilhelm Freiherr Lenk von Wolfsberg 1877

## Leistung aus heutiger Sicht
Gerhard Freiherr von Ledebur schreibt in seinem Buch über die geschichtliche Darstellung der Seemine von 1977, dass Lenk die Herstellung einer Trinitrocellulose gelungen war, die die militärischen Forderungen nach langer Haltbarkeit, gleichmäßiger Verbrennung bei hoher Effizienz erfüllte.
In der Schrift der „European Association for Chemical and Molecular Sciences“ steht in der Rubrik „Erfindungen von 1849“ zusammen mit den Namen von Ebelman, Halliday, Max von Pettenkofer im Bereich technische Chemie der von Wilhelm Lenk von Wolfsberg.
Auch in der Festschrift der Hirtenberger AG (bis 1851 Serafin Keller) anlässlich des 150-jährigen Bestehens, die auf Grund Lenks Bestrebens errichtet wurde, wird Wilhelm wie folgt erwähnt: „Hier wurde Schießbaumwolle erzeugt, um sie als Treibmittelersatz für das damals einzig bekannte Treibmittel Schwarzpulver für die österreichische Artillerie zu verwenden. Hinter dieser revolutionären Idee stand Hauptmann Wilhelm Freiherr Lenk von Wolfsberg, der vom General-Artillerie-Direktor Franz Ritter von Hausloh bei diesem Projekt unterstützt wurde.“ Weiters wird das o. a. Stoppen des Projektes erwähnt, da, wie es hieß, die Zeit dafür noch nicht reif gewesen sei. Das Nitrosezellulosepulver sollte erst 1890 Einzug in die Waffen- und Munitionstechnik erhalten.
Die (vor-)letzte Erwähnung stammt schließlich vom Österreichischen Bundesheer 2010: „1860 verbesserte der österreichische Offizier Wilhelm Lenk von Wolfsberg die Schiessbaumwolle.“ Weiterhin wurde auf die unabdingbare Mitverwendung dieses Materials für die Herstellung von Torpedos ab den 1890er Jahren hingewiesen.
Seit 2014 – anlässlich des 150. Jahrestages der Anmeldung des Lenk'schen Patentes der „stabilisierten Nitrocellulose“ – führt nun das österreichische Amt für Rüstung und Wehrtechnik auch den Traditionsnamen „Feldzeugmeister Lenk“ sowie das Kommandogebäude des zu diesem Amt gehörenden Schießversuchsplatzes Steinfeld die offizielle Bezeichnung „Kommandogebäude Lenk“.

## Auszeichnungen
- Ritterkreuz des Leopold-Ordens am 10. August 1854[26]
- russischer Sankt-Stanislaus-Orden II. Klasse, vor 1860[27]
- preußischer Roter Adlerorden II. Klasse im Jahre 1861[28][29]
- Komturkreuz des Verdienstordens vom Heiligen Michael[30], kaiserliche Genehmigung am 4. Dezember 1863
- Militärverdienstkreuz durch Kaiser Franz Josephs I. am 13. September 1866[31]

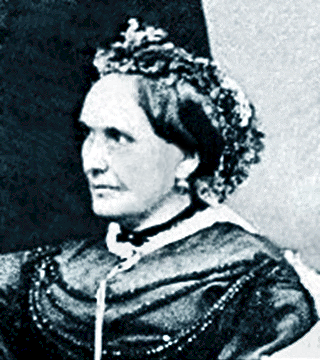
Eva Aloisia Schreher 1865

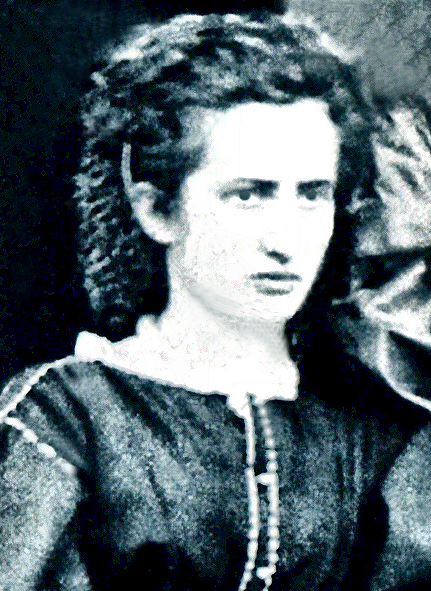
Berta Lenk von Wolfsberg 1865

## Familie
Von Wolfsberg war der Sohn des Obristen und Theresienritters Jakob und Halbbruder des August. Er heiratete am 24. Juni 1833 in Mainz Eveline (Eva) Aloisia Schreher (* 2. November 1810 in Mainz; † 7. Januar 1871 in Graz). Aus dieser Verbindung gingen die Söhne Rudolf und Eugen sowie drei Töchter (Eveline, Malwine und Berta) hervor.
Letztere, Susanne Friederike Bert(h)a Hermine (* 28. Dezember 1848 in Mainz; † 12. Oktober 1906 in Wien) war mit dem Reichsratsabgeordneten, Großgrund- und Brauereibesitzer Freiherrn Karl Borromäus Ferdinand Putz von Rolsberg (1852–1921), Malvine (* 14. Oktober 1839 in Mainz; † 23. September 1866 in Troppau) mit dem Generalmajor Constantin Buol von Wischenau (* 19. November 1822; † 4. Oktober 1893) verehelicht.

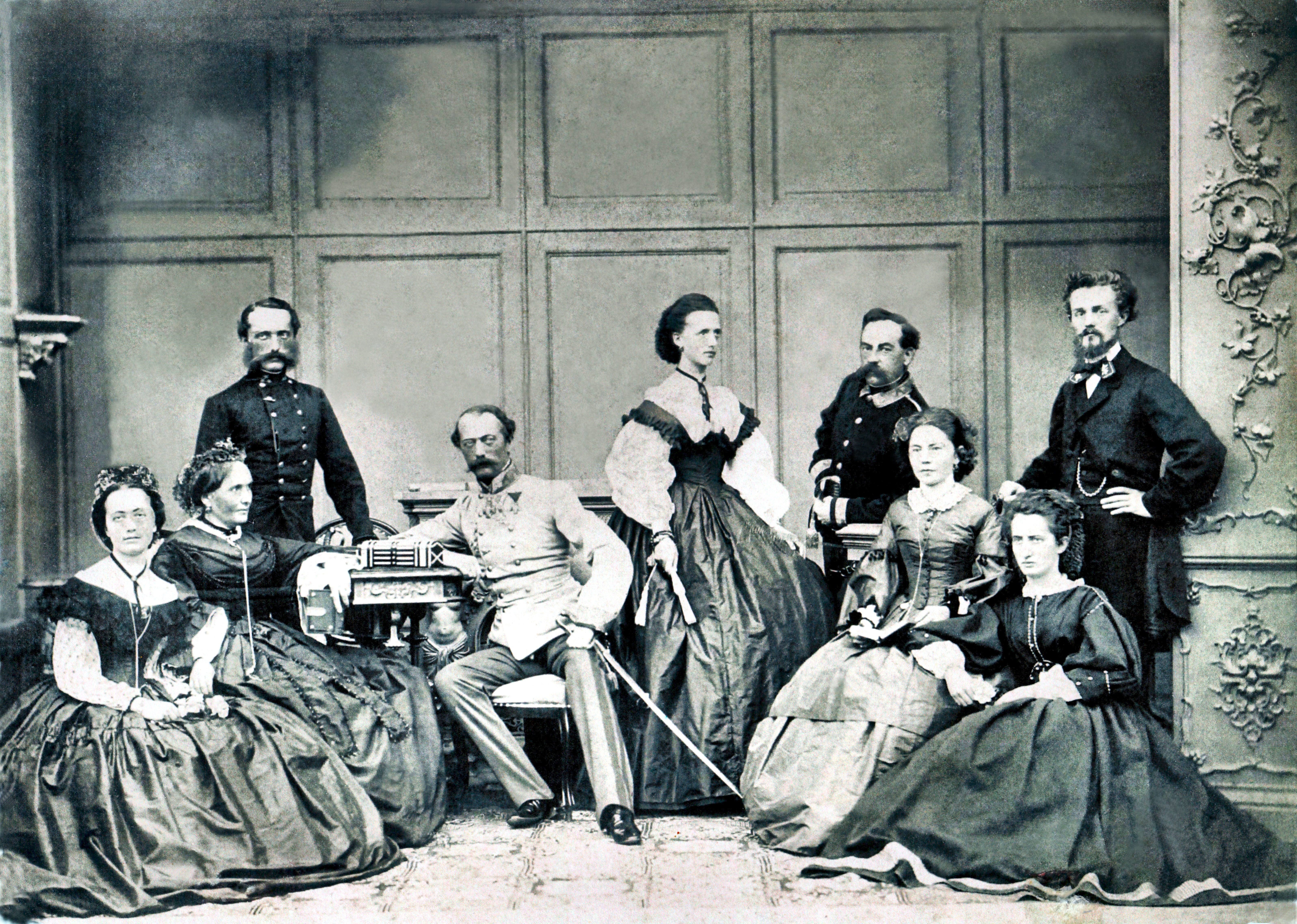
Familie Lenk von Wolfsberg (um 1865)